# Macrozelima
Macrozelima là một chi ruồi trong họ Syrphidae.